# Тяжёлый ракетный подводный крейсер стратегического назначения

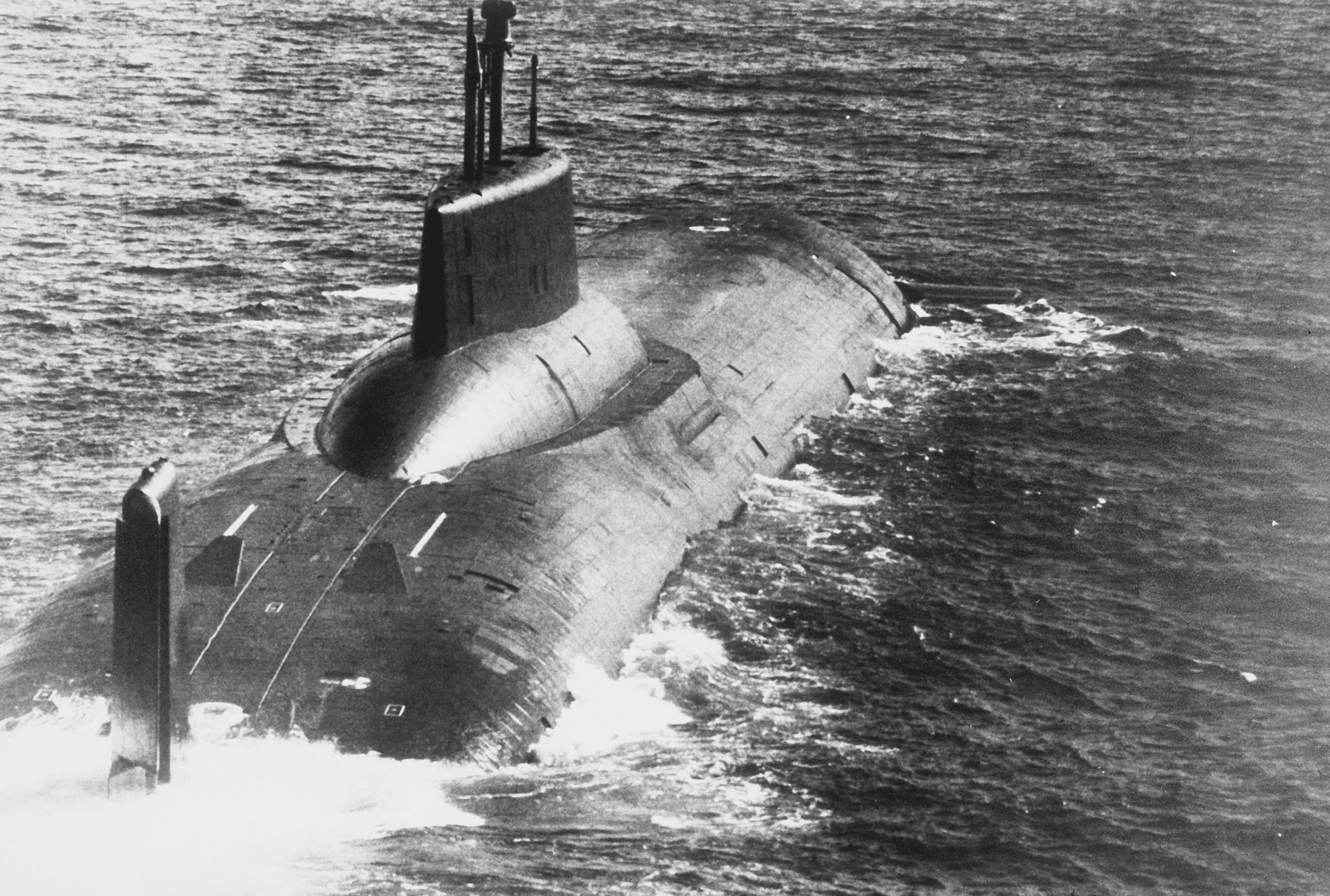

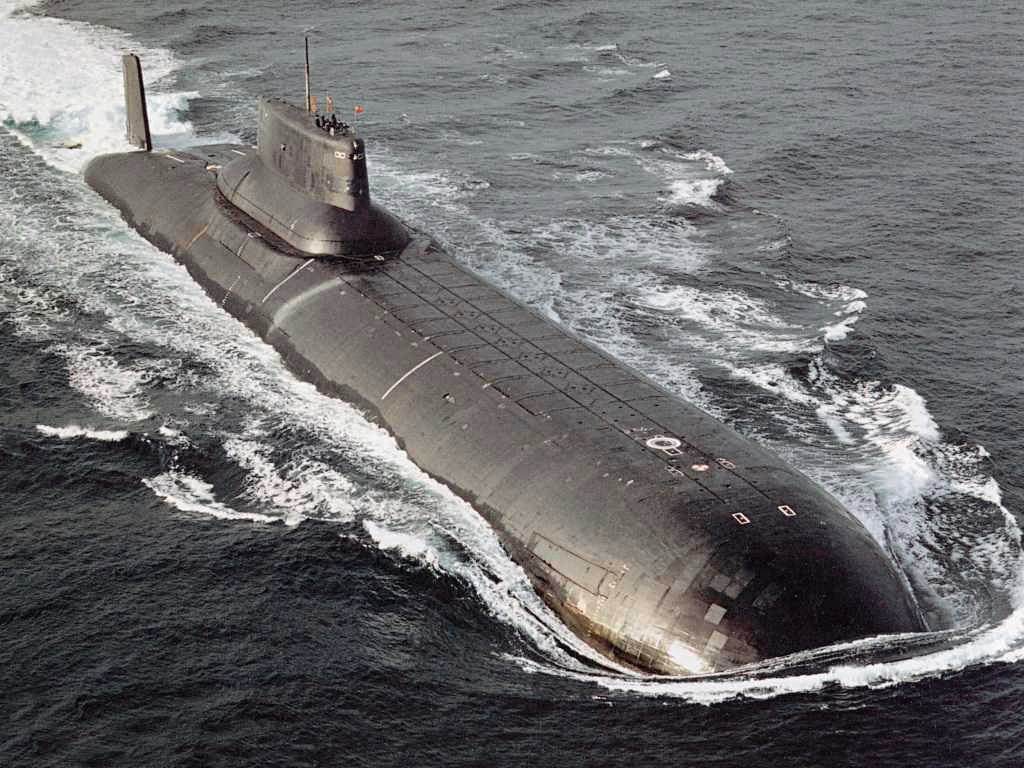
Корабль типа ТРПКСН проекта 941 «Акула».

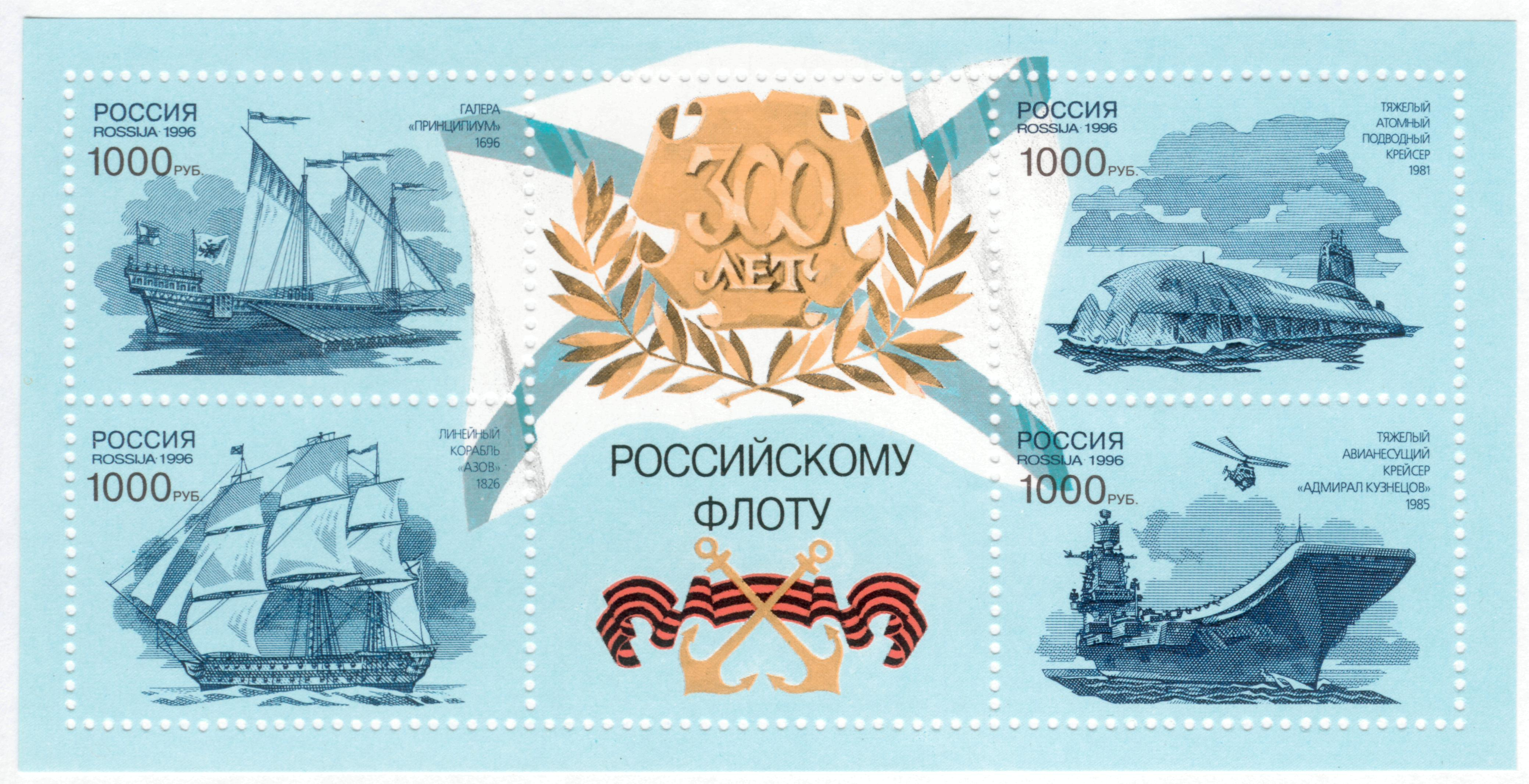
ТАПК на почтовом блоке 300 лет Российскому флоту. 1996

Тяжёлый ракетный подводный крейсер стратегического назначения (ТРПКСН) — корабль, класс атомных подводных лодок, вооружённых баллистическими ракетами, предназначенных для нанесения ракетных ударов по стратегически важным военно-промышленным объектам противника. От РПКСН отличается бо́льшим водоизмещением и размерами.

## Подводные лодки проекта 941 «Акула»
Класс включает только один проект, ТРПКСН проекта 941 «Акула». Корабли этого проекта имеют полное водоизмещение 48 000 тонн, тогда как РПКСН имеют водоизмещение до 24 000 тонн. По оценкам сайта RusArmy.com, полное водоизмещение АПЛ проекта «Акула» превосходит по аналогичному показателю авианосец «Адмирал Горшков».
Длина АПЛ проекта «Акула» от 170 (ТК-208) до 173,1 м (ТК-20), ширина — 23 м.
Первоначально планировалось построить 10 лодок этого проекта, однако по договору ОСВ-1, и из-за ряда финансовых и политических проблем, серию ограничили шестью кораблями (седьмой корабль серии — ТК-210 был разобран на стапеле).